# Relais 4 x 100 mètres 4 nages féminin aux Jeux olympiques d'été de 2024
Ne doit pas être confondu avec Relais 4 x 100 mètres 4 nages masculin aux Jeux olympiques d'été de 2024 ou Relais 4 x 100 mètres 4 nages mixte aux Jeux olympiques d'été de 2024.
Navigation
Tokyo 2020 Los Angeles 2028
Le relais 4 × 100 mètres 4 nages féminin est une épreuve de natation des Jeux olympiques d'été de 2024 qui a lieu les 3 et 4 août 2024 à la Paris La Défense Arena. 

## Médaillées
| Or                                                                  | Or            | Argent                                                                       | Argent        | Bronze                                                         | Bronze        |
| États-Unis- Regan Smith - Lilly King - Gretchen Walsh - Torri Huske | 3 min 49 s 63 | Australie- Kaylee McKeown - Jenna Strauch - Emma McKeon - Mollie O'Callaghan | 3 min 53 s 11 | Chine- Tang Qianting - Yang Junxuan - Zhang Yufei - Wan Letian | 3 min 53 s 23 |

## Records
Avant cette compétition, les records dans cette discipline étaient :
| Record du monde  | 3:50.40 | États-Unis- Regan Smith - Lilly King - Kelsi Worrell - Simone Manuel     | 28 juillet 2019 | Gwangju, Corée du Sud |
| Record olympique | 3:51.60 | Australie- Kaylee McKeown - Chelsea Hodges - Emma McKeon - Cate Campbell | 1er août 2021   | Tokyo, Japon          |

## Calendrier
| Date            | Horaire | Manche |
| --------------- | ------- | ------ |
| Samedi 3 août   | 11 h 00 | Séries |
| Dimanche 4 août | 18 h 30 | Finale |

## Résultats détaillés
Les huit meilleurs temps se qualifient pour la finale (F).
| Rang | Série | Ligne | Pays | Athlètes | Temps | Remarque |
| ---- | ----- | ----- | ---- | -------- | ----- | -------- |
| 1    |       |       |      | [[]] ()  |       | F        |
| 2    |       |       |      | [[]] ()  |       | F        |
| 3    |       |       |      | [[]] ()  |       | F        |
| 4    |       |       |      | [[]] ()  |       | F        |
| 5    |       |       |      | [[]] ()  |       | F        |
| 6    |       |       |      | [[]] ()  |       | F        |
| 7    |       |       |      | [[]] ()  |       | F        |
| 8    |       |       |      | [[]] ()  |       | F        |
| 9    |       |       |      | [[]] ()  |       |          |
| 10   |       |       |      | [[]] ()  |       |          |
| 11   |       |       |      | [[]] ()  |       |          |
| 12   |       |       |      | [[]] ()  |       |          |
| 13   |       |       |      | [[]] ()  |       |          |
| 14   |       |       |      | [[]] ()  |       |          |
| 15   |       |       |      | [[]] ()  |       |          |
| 16   |       |       |      | [[]] ()  |       |          |

| Rang                                | Ligne | Pays | Athlètes | Temps | Remarque |
| ----------------------------------- | ----- | ---- | -------- | ----- | -------- |
| Médaille d'or, Jeux olympiques      |       |      | [[]] ()  |       |          |
| Médaille d'argent, Jeux olympiques  |       |      | [[]] ()  |       |          |
| Médaille de bronze, Jeux olympiques |       |      | [[]] ()  |       |          |
| 4                                   |       |      | [[]] ()  |       |          |
| 5                                   |       |      | [[]] ()  |       |          |
| 6                                   |       |      | [[]] ()  |       |          |
| 7                                   |       |      | [[]] ()  |       |          |
| 8                                   |       |      | [[]] ()  |       |          |